# 貫通扉
貫通扉（かんつうとびら）とは、鉄道車両の車両間に構成される貫通路を仕切るため妻面に設置される扉である。列車によっては隣り合う車両のない先頭部にも設置され、貫通型先頭車が編成の中間に入っていることがある。
先頭部の貫通扉は貫通開戸（かんつうひらきど）、中間部の貫通扉は妻引戸（つまひきど）とも呼ばれる。

## 概要

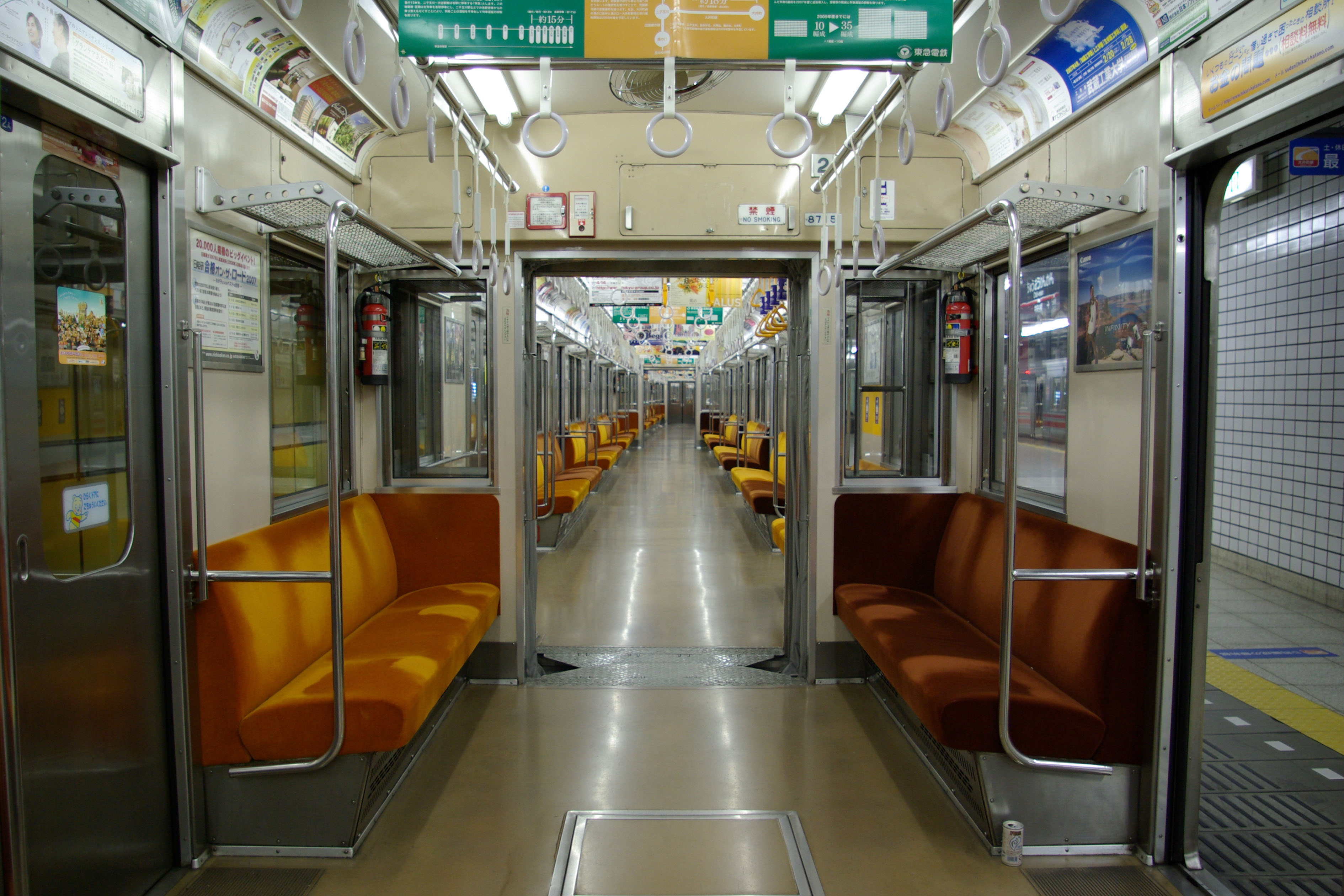
貫通扉がない例。写真は東急8500系電車

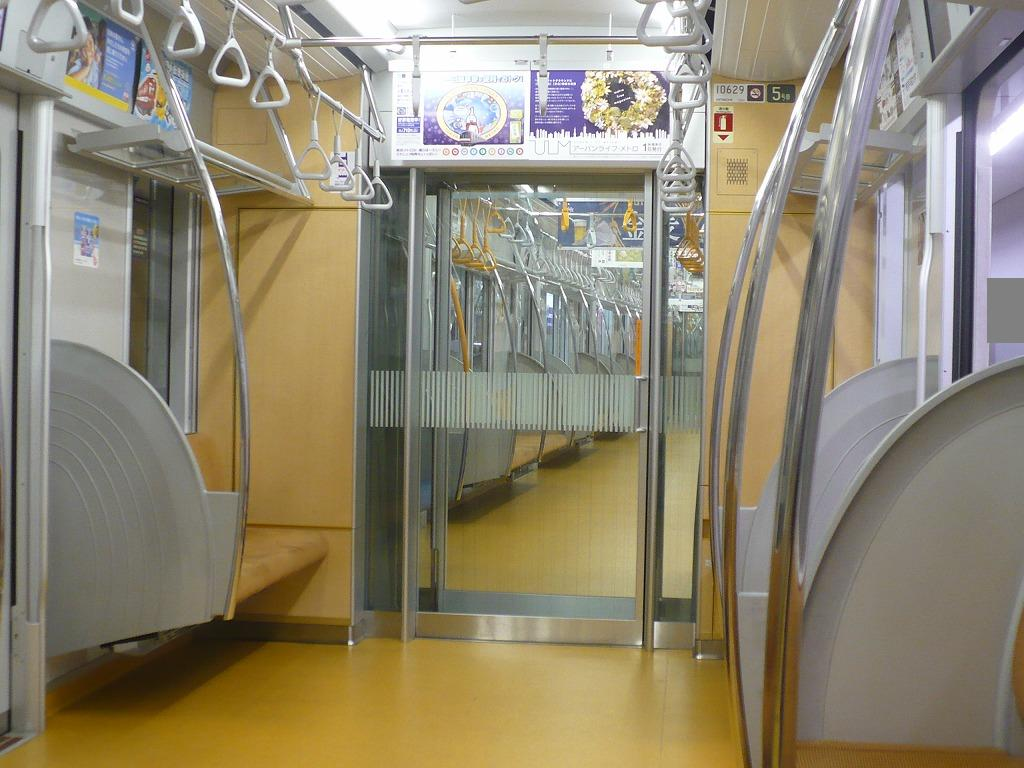
東京メトロ10000系電車の強化ガラスで構成された貫通扉

列車は一般的には複数の車両で組成されるが、そのような列車では連結した車両間で移動できるように連結部分に通路が設置されることが多く、この通路を貫通路と呼ぶ。その貫通路を仕切る扉が貫通扉で、車両連結間から車両への音の進入や、車両間での風の吹き抜けを防ぐことなどを目的として設置される。車両間を行き来する必要があるため、基本的に車体の中心線上に設けられるが、まれに取り付け位置をオフセットさせる場合もある。
多くは、先頭に出ることのない妻面に設置されるが、編成の併合時に先頭部間に貫通路を構成する場合もあり、この場合、先頭車両の前面に貫通扉が設置される。この先頭車両の前面に設置された貫通扉は、非常時における脱出用として使用されることがある。
前面に貫通扉が設けられている先頭車両を貫通型、貫通扉が設けられていない先頭車両を非貫通型ということがある。
貫通扉は、固定された編成の中間部の場合、コストダウンや、見通しを確保して開放的な印象を与えるために省略される場合がある。古い車両では幅が広かったり、キノコ型の貫通路もあったりする。具体的には、連結された車両でそれぞれ車両の妻面に貫通扉を設置すると、車両間には2枚の扉が存在することになるが、このうち片方の扉を省略したり、場合によっては両方とも省略してしまったりすることもある。
多くの車両はステンレス無地や骨組に化粧板を貼った「扉」だが、東京メトロ10000系電車や西武30000系電車のように全面強化ガラスを使用したガラス構成の貫通扉もある。また、先頭部の貫通幌を隠すため、通常の貫通扉の外側にさらに扉を設ける例も、特急形車両を中心に見られる。
近年では、高速走行時の安全性や美観の向上を目的に、先頭部の貫通幌を撤去したり、製造時から装備しなくしたりするケースも増加している。

## 日本における貫通路と日本国外における貫通路
日本においては、明治時代の二軸客車については、貫通路を有しないものがほとんどであった。しかし、1898年に山陽鉄道で乗客が密室となった客室内で強盗に襲われ殺害されるという事件（山陽鉄道列車強盗殺人事件）が発生し、保安面から貫通路を設けた車両の必要性が認識され、この頃から普及しだしたボギー客車には貫通路と貫通幌が整備されるようになった。
その後も、都市近郊で運転される電車には貫通路や貫通扉はあっても、内開き式の開き戸であったり、貫通幌がない状況が続いていたが、1951年に発生した桜木町事故（車両火災事故）を契機として引戸がほぼ全車に普及し、現在では貫通幌を設置するなどの安全対策がなされている場合がほとんどである。貫通扉についても韓国で2003年に発生した大邱地下鉄放火事件を契機として、新規製造される車両については、火災時の延焼防止策としてドア閉め装置とともに設置が義務づけられており、半ば常識的な存在である。

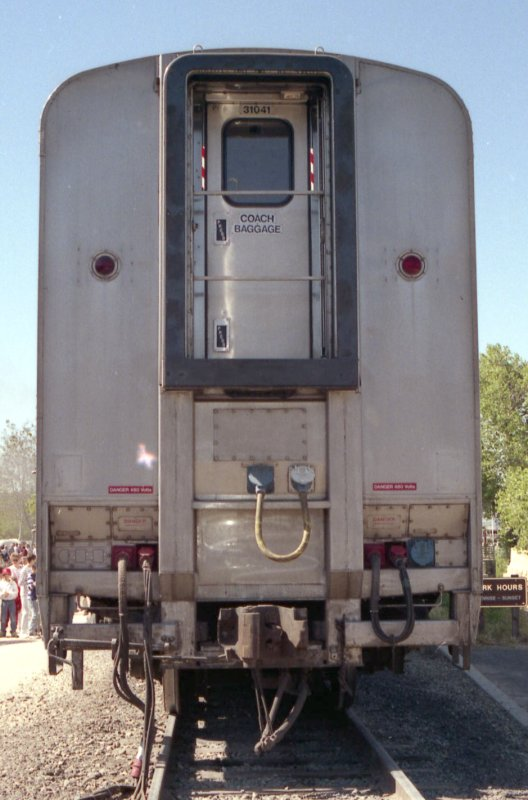
アムトラック・スーパーライナー客車の貫通扉。ドアの左側中央部および左下に"PRESS"と表記された開閉ボタンがあり、編成中間に組み込まれた場合に使用される。

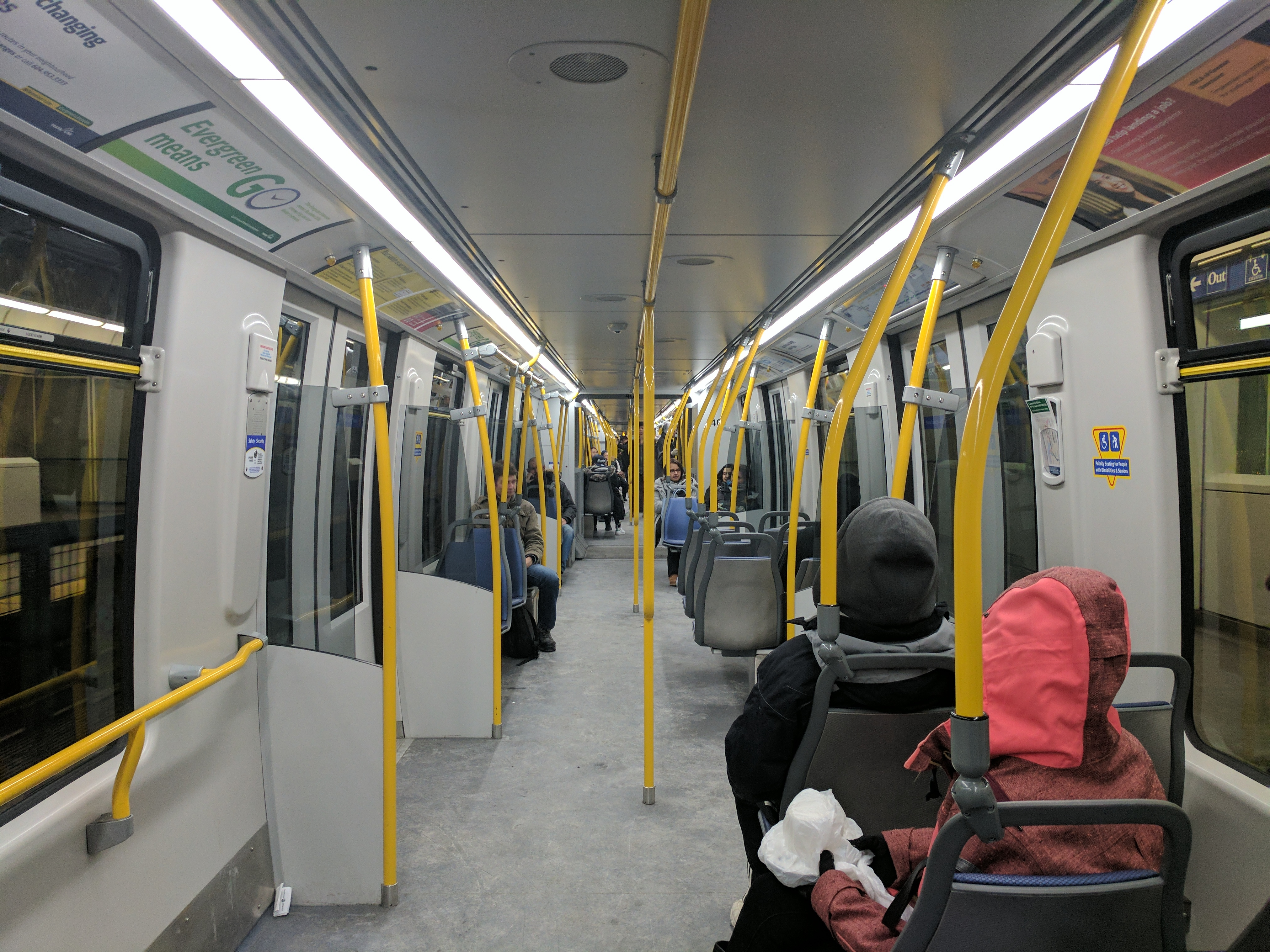
海外に多い貫通扉がない例。バンクーバー・スカイトレイン Mark III

一方、日本国外においては、貫通扉がないか開放状態である貫通路が多い。かつては、そもそも常時乗客が使用できる貫通路が設置されておらず、非常用もしくは単なる壁面という場合も少なくなかったが、21世紀には常時乗客が使用できる貫通路を設置する場合が以前より多く見られる傾向にある。開放型の貫通路では、音の進入を低減するために、幌の二重化などの防音対策が施されることが多い。
ベルリン地下鉄においては1995年登場のH形電車より貫通路が常時通り抜け可能となった。それ以前に製造されたF形・A3形・G形などの車両では貫通路自体はあるものの非常用であった（一部F形に常用可能な貫通路を装備した車両があるがH形登場後のリニューアル工事による後付けである）。
ストックホルム地下鉄においてもベルリン同様、1997年のC20系以降常用可能な貫通路が装備されるようになった。
アメリカの鉄道においては、都市間輸送を担うアムトラックおよび各通勤鉄道において、客室に航空機のような避難マニュアルを用意し、「先ずは貫通扉を開き他の車両への避難を、それが出来なければ乗降ドアを開放し降車、最終手段として非常口として指定された窓枠を外し脱出すること」としている。アメリカの鉄道における貫通扉・貫通路は、普段から使用できる車輌・路線（メトロリンク (南カリフォルニア)など）と非常時のみに通行できる車輌・路線（シカゴ・Lなど）とがあるが、長距離旅客列車を運行するアムトラックの場合は自動ドアを備えた貫通扉を各車の前後に備えており、上部の手押しボタンを押下または足下のボタンを蹴ることで動作し、食堂車に移動する際などに使用することができる。

## 地下鉄車両の非常扉

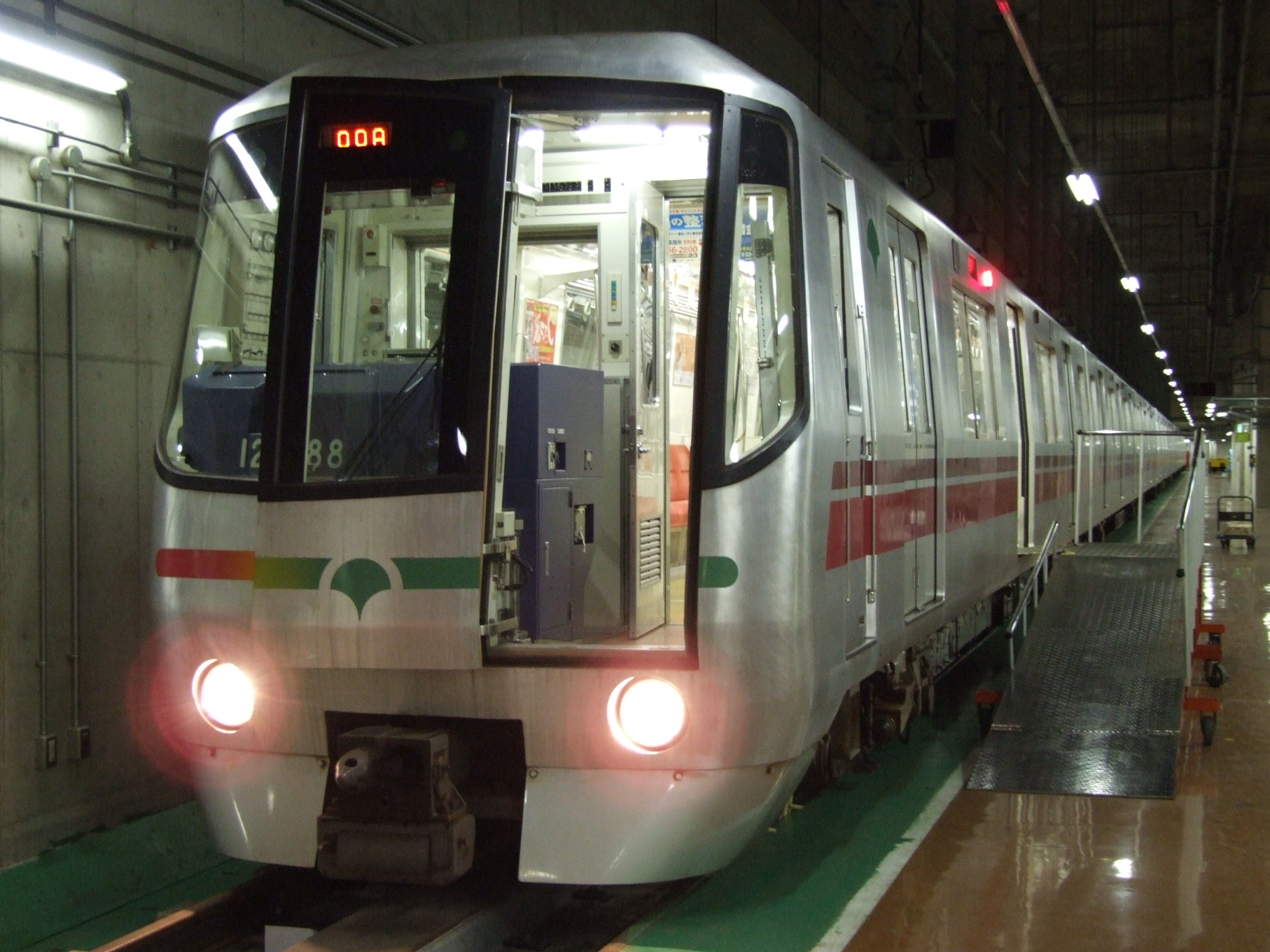
地下鉄車両の非常扉（東京都交通局12-000形電車）　非常時は、このように扉を開け、ここより避難をする。車内床から軌道までは1メートル近くあるので、降りる際は救援部隊が階段や梯子を仮設する。また、営団6000系電車などのように、扉自体が非常階段となる例も存在する。

日本の地下鉄車両（地下鉄等旅客車）や地下鉄乗り入れ仕様の車両では、先頭車両に貫通扉を必要としない場合でも、非常用として非常扉の設置が鉄道に関する技術上の基準を定める省令により求められている（下記のように例外もある）。これは、車両とトンネル壁間にスペースがなく、乗客が側入口の扉を開けて避難できない場所で用いるもので、車両の末端部から乗客を車外に脱出・誘導する際に使用する目的で設けられている。
この目的で設置される貫通扉の場合、車両間を行き来する必要がないため、デザイン上の理由から、取り付け位置をオフセットさせたり、外開き式のプラグドアとしたりする例も見られる。

### 例外

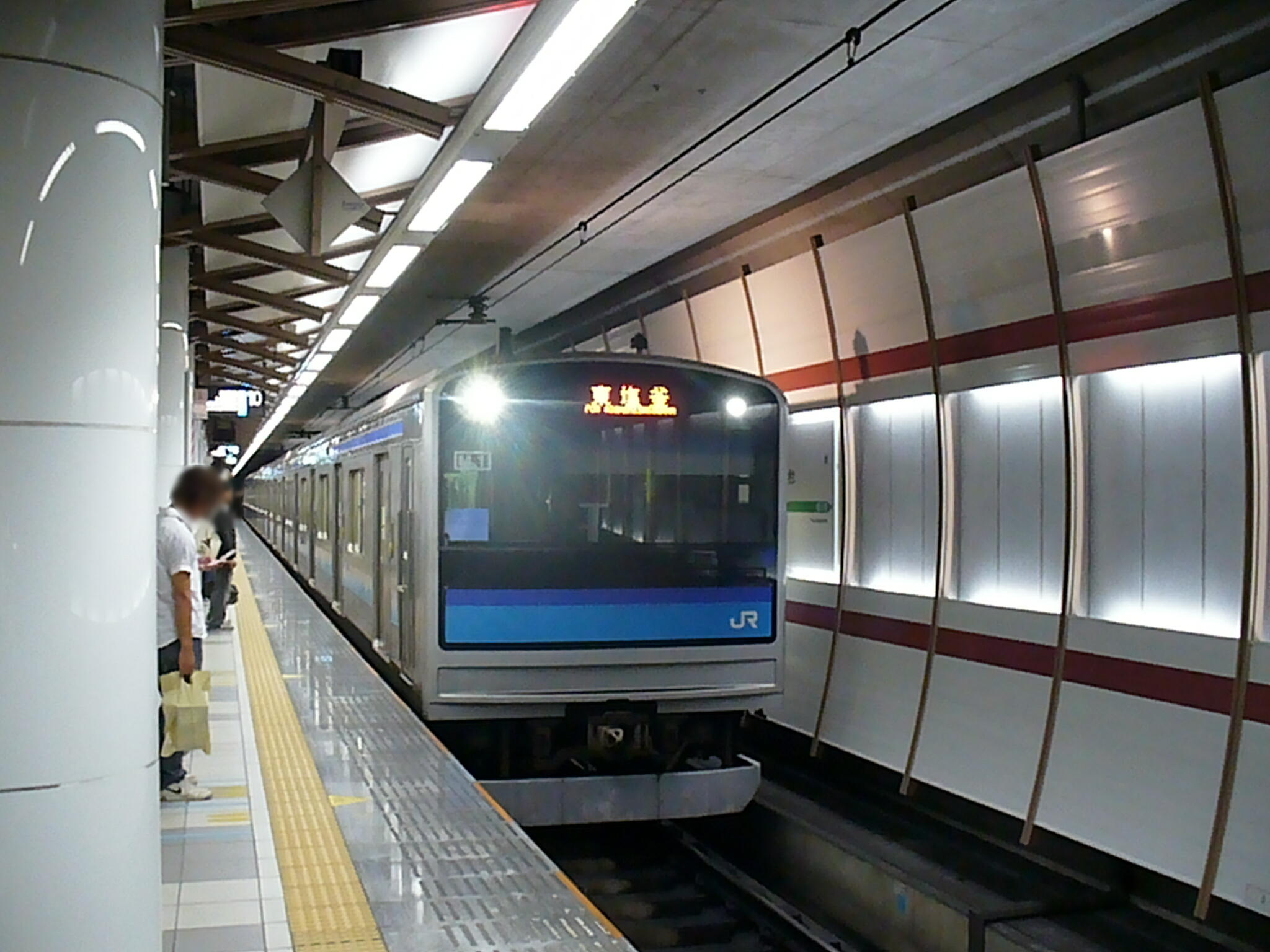
仙台駅10番地下ホームに入線する非常扉のない205系3100番台

地下区間を運行する車両でも、トンネルの内径を広く取っている場合は非常扉のない車両でも運行できる。走行する車両には乗務員室前後方に非常用扉を設置していないものもあるが、トンネルの内径を広く取ってあるので、万一の緊急時には、乗務員が車両横の扉を開け、乗客をトンネル内の避難用通路に誘導するようになっている。
非常扉のない車両が走る都市部地下区間の例
- JR仙石線（あおば通駅 - 苦竹駅間の仙台トンネル）
- JR京葉線（東京駅 - 潮見駅間）
- JR横須賀・総武快速線（品川駅 - 錦糸町駅間の東京トンネル）
- JR成田線・京成本線（成田駅-成田空港駅間）
- 東京臨海高速鉄道りんかい線
- 小田急線（新宿駅付近・東北沢駅 - 世田谷代田駅間）
- 京急空港線（天空橋駅 - 羽田空港第1・第2ターミナル駅間）[注釈 2]
- 京成本線（日暮里駅-京成上野駅間）
- 長野電鉄長野線（長野駅 - 本郷駅間）
- 名鉄名古屋本線（名鉄名古屋駅）
- 近鉄名古屋線（米野駅 - 近鉄名古屋駅間）
- 近鉄奈良線（新大宮駅 - 近鉄奈良駅間）
- JR大和路線（今宮駅 - JR難波駅間）
- 近鉄難波線（大阪上本町駅 - 大阪難波駅間[注釈 3]）
- 神戸電鉄神戸高速線